# Gombai park
A Gombai park (népiesen gombai berek, gombai erdő, szlovákul: Hubický park) egy történelmi angolpark, 39 hektáros területen húzódó zöldövezet. Szlovákiában, a Nagyszombati kerületben, Dunaszerdahelyi járásban, Gomba faluban található, Somorjától 11 km-re, Szenctől 15 km-re és Pozsonytól 35 km-re. 

## Megközelítés
A parkot három oldalról lehet megközelíteni: a csákányi kapun – amely a Csákányba vezető földútról megközelíthető –, a faluból két másik kapun, ebből egyik a főútról megközelíthető, a nagy kastély bejáratához vezet. A főútról megközelíthető kapu a nyilvánosság számára nem használható.

## Építmények és érdekességek a parkban
Különleges kiültetett fák, két tisztás és néhány építmény található a park területén – a nagy és a kis kastély, víztorony, kápolna, “medvebarlang”, medence, istállók, itatók. Az ösvények lovaglásra voltak kialakítva, mivel a kastélyok több tulajdonosa is lótenyészettel foglalkozott. A park azon része, amelyen a történelmi épületek, illetve a különleges növények – fák és borostyánszőnyeg – elhelyezkednek, történelmi és természeti védett terület. A park területe állami tulajdon, a két kastély magántulajdonban van. A park nincs karbantartva, erdősödött, ami által elveszítette parkos jellegét, ez hozzájárul az értékes fák ökológiai elnyomásához és kipusztulásához. A parkban mesterséges patak folyt, halastó is volt, ezek mára már kiszáradtak.

### Nagy kastély

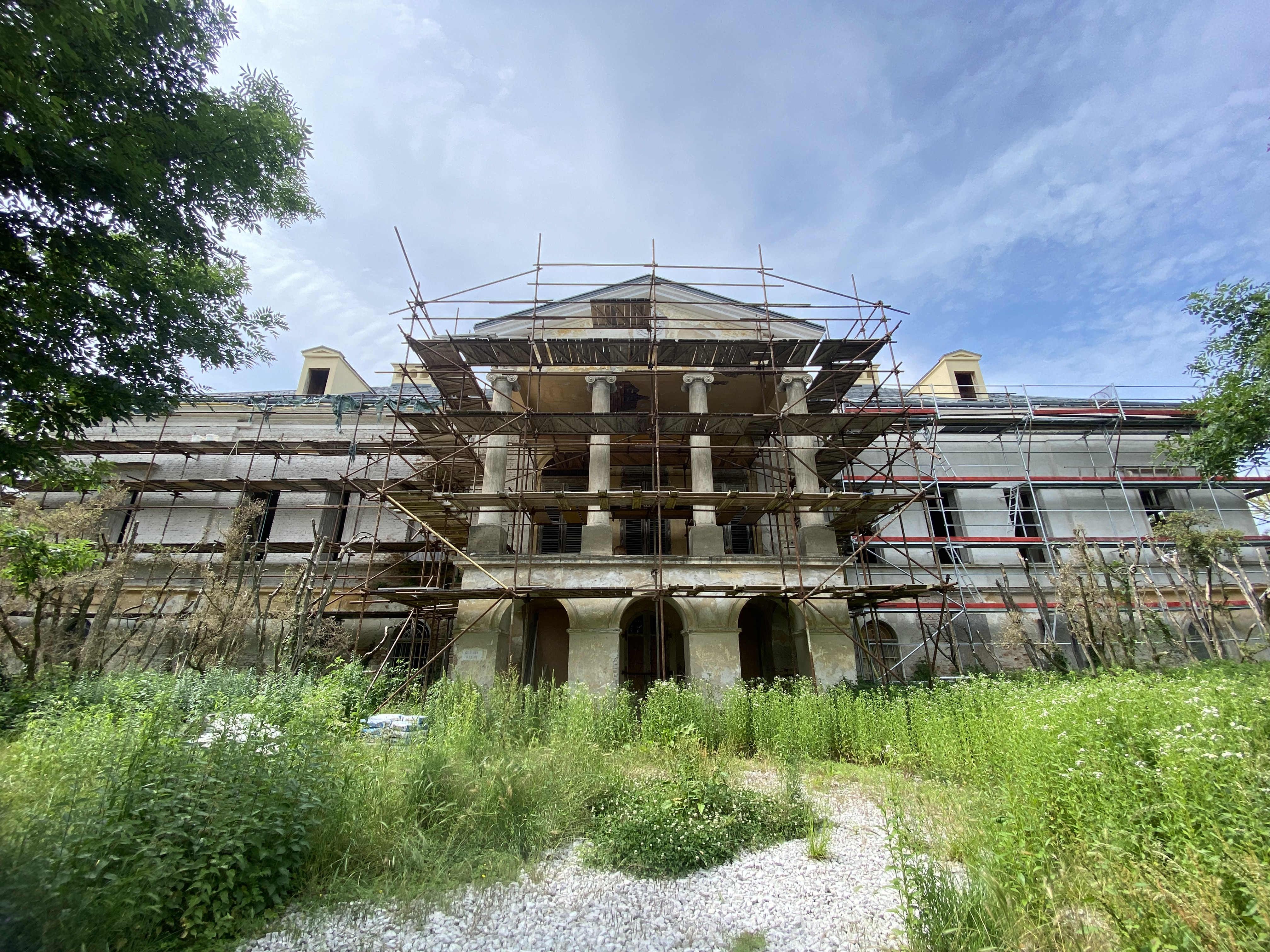
A gombai nagy kastély átépítés alatt, 2024 májusában.

A Gombai kastély (más néven Udvarnoky-Nyáry-kastély, Nagy kastély; szlovákul Kaštieľ v Hubiciach) a Gombai parkban található kastélyok egyike. A kastély 1830 körül épült klasszicista stílusban, reneszánsz alapokon.
Miután a Szelepcsényi György által létesített posztógyártó manufaktúra a 17. század végére megsemmisült, az Udvarnoky család felújította a kastélyt és azóta lakhatásra használták az épületet egészen 1945-ig, amikor is mindkét kastélyt elkobozták és állami igazgatás alá kerültek. 1992-ben privatizálták, onnantól kezdve nincs használva. A jelenben Boris Kollár birtokában van és az épületen elindultak a felújítási folyamatok.

### Kis kastély
A Kis kastély a 19. század első harmadában épült, klasszicista stílusban, eredetileg egy ovális istálló volt, ezt később alapként használva felújítással és hozzáépítéssel nyerte el az épület a mai formáját, és a rendszerváltás után egészen a 2010-es évek elejéig lakták.

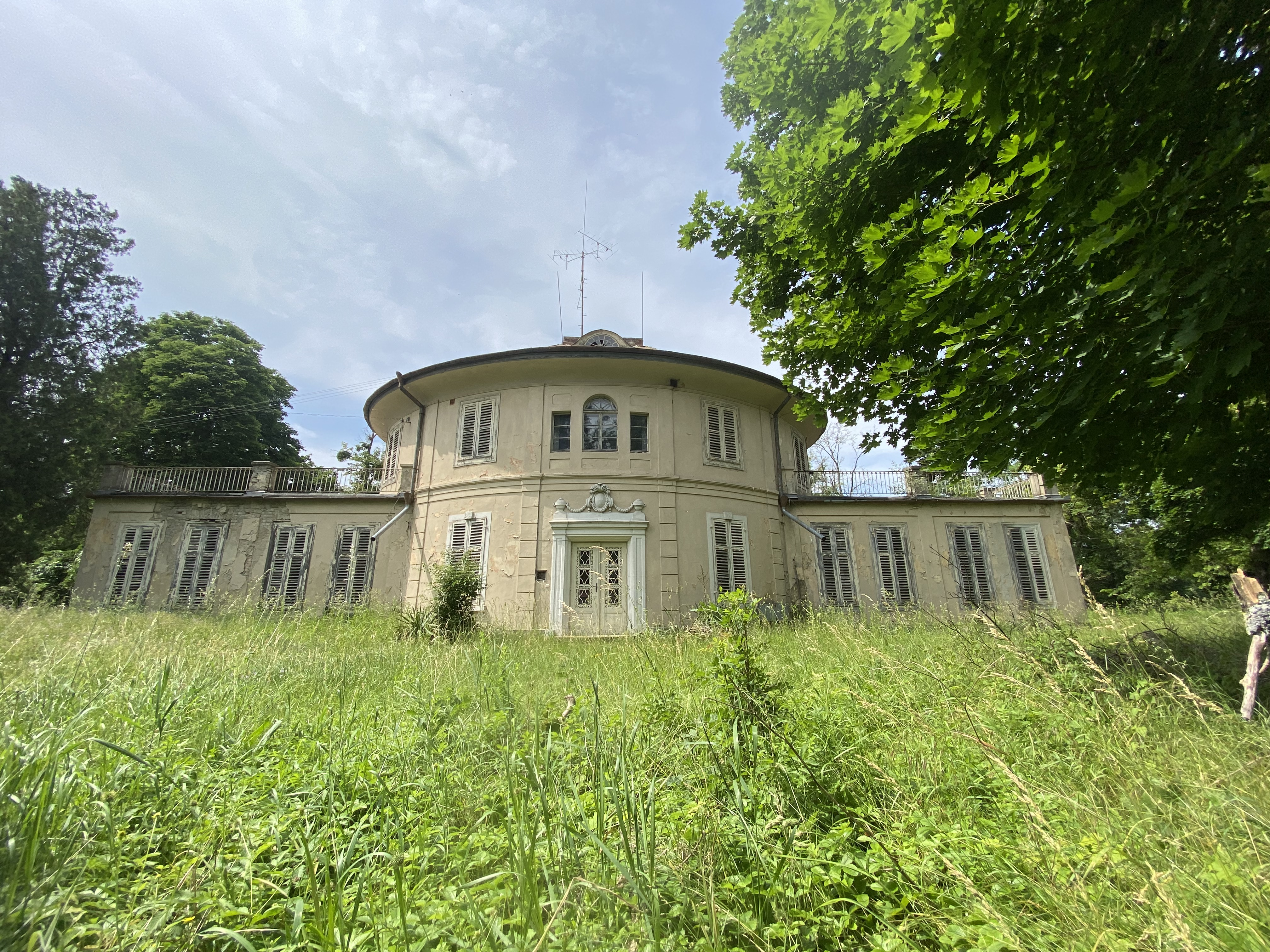
A gombai kis kastély, 2024 májusában.

#### A kastélyok híresebb tulajdonosai

##### Szelepcsényi György
A 17. század végén reneszánsz kastélyt építtetett, amely posztógyárként szolgált.

##### Kempelen Farkas és családja
18. század első fele.

##### Udvarnoky család
1830-tól családi rezidenciaként használta a nagy kastélyt, a használaton kívüli épületrendszer egy részét lebontotta, és helyére a mai napig álló klasszicista kastélyt építette fel. 

##### Wiener-Welten család

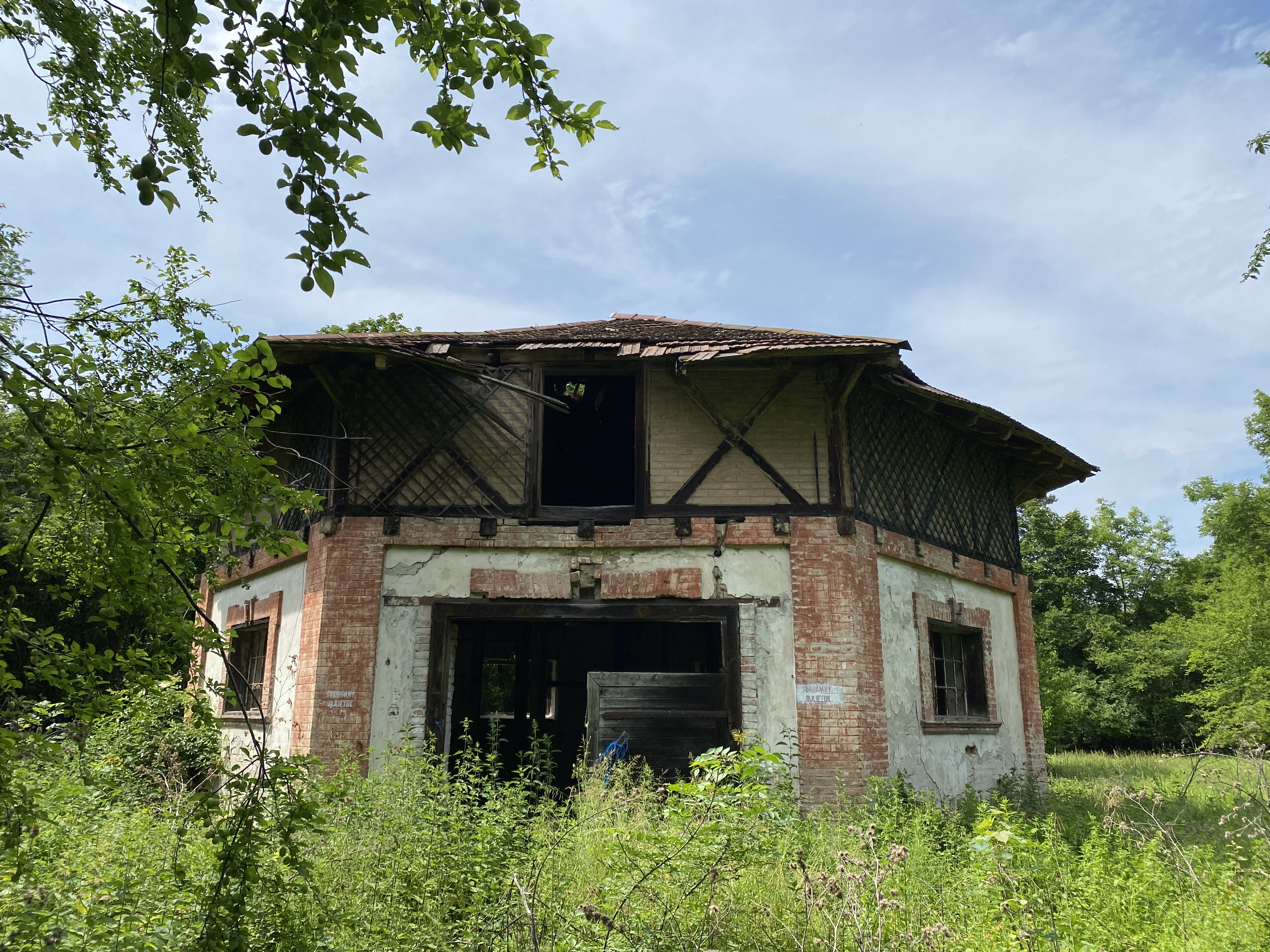
Istálló

1882-ben vásárolta meg a birtokot, és évtizedeken át gyarapította a kastély és park, illetve a falu területét. A településen történő kivételes lótenyészeti színvonalnak hála Gomba híres lett a lótenyészeti közösségben, több országban Gombai Nagydíj versenyt rendeztek.

##### Jelen
A jelenben Boris Kollár tulajdona mindkét épület. 

### Istálló
Nyolcszög alakú épület, amelyet az Udvarnoky család épített reprezentációs lovak részére.

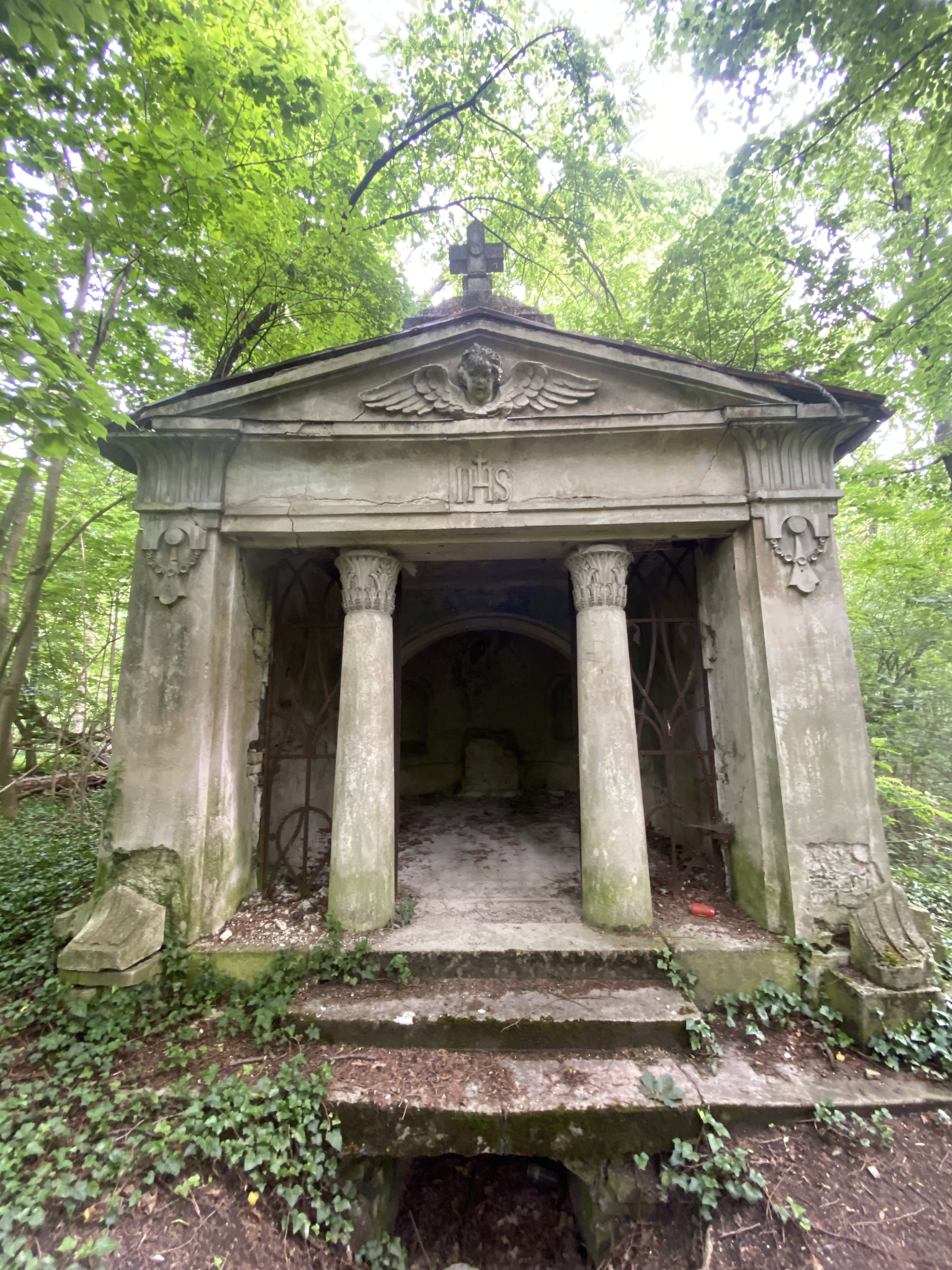
Wiener-Welten család kriptája – Kápolna

### Kápolna
Wiener-Welten család kriptája és kápolna. Épült a 19. század végén. A koporsókat rongálás miatt áthelyezték a temetőbe. Különböző legendák születtek a kápolnáról, az egyik legenda szerint a kápolna alatt egy földalatti alagút vezet egészen a csákányi templom ajtajáig.

### Medvebarlang
Kőből épült, belülről deszkázott építmény. Pihenésre, jégtárolásra, később pácanyag raktározására is használták. A barlang mellett egy kőhíd is található.

### Fürdőmedence
A park következő kőépítménye a medence, amely a Weiner-Welten család időszakából származik, és a víztoronytól 50 m-re található.

## Növényvilág a parkban
A nemesített kiültetett fák közé a mocsárciprus, törökmogyoró, foltoskérgű platánfa, színeslevelű külföldi bükk, ginkó páfrányfenyő tartozik. A park több részét borostyánszőnyeg borítja.

## Víztestek a parkban
Az építmények közül a parkban kiemelkedő a víztorony épülete. A történelmi park területén átfolyt a Poklostó nevű folyó, amelyről a 13. században, de még 1726-ban is térképre került Marilius Alajos Ferdinánd által rajzolt Danubianus Pannoniko Misycus című művében. Míg a folyó nem száradt ki, még vízimalom is működött rajta. Már a kastélyok idejében mesterséges patak, mesterséges vízeséssel és a századforduló környékén még halastó is volt a park területén, a víztorony mellett. Wiener-Welten báró a 20. század első felében földalatti öntözőrendszert épített.